# Brottberga
Brottberga är en  stadsdel i det administrativa bostadsområdet Vallby i Västerås. Området är ett bostadsområde som ligger mellan Norrleden och Vallby.
I Brottberga finns villabebyggelse och grönområden. Västerås Golfklubb ligger strax öster om Brottberga. Det finns utmärkta cykelleder norrut mot Skerike, österut längs Norrleden, söderut till Vallby och centrum, och västerut mot Erikslund. Söderut ligger Vedbobacken som vintertid med snö erbjuder skidspår, både längd- och utförsåkning.
Området avgränsas av Norrleden, Skerikesvägen, Vallbygatan och Vallbyleden.
Området gränsar i söder mot Vallby och i väster till Hagaberg.